# Crypturellus undulatus
El tataupá listado, inambú ondulado o tinamú ondulado (Crypturellus undulatus) es una especie de ave tinamiforme propia de Sudamérica.

## Hábitat
Es un ave común dentro de su área de distribución, habita en bosques, matorrales y áreas de crecimiento secundario (donde rebrotan los árboles tras la tala). 
Vive sobre el suelo, por entre la vegetación baja. Tiene reclamo silbante.

## Alimentación
La dieta consiste en semillas, bayas e insectos. 

## Reproducción
Según algunos estudios el macho se aparea con varias hembras, que se desplazan en grupo de un macho a otro. Cada macho guarda un solo nido, en el cual incuba los huevos de todas sus parejas.

## Subespecies
Se conocen seis subespecies de Crypturellus undulatus:
- Crypturellus undulatus manapiare - sudeste de Venezuela.
- Crypturellus undulatus simplex - Guyana .
- Crypturellus undulatus adspersus - norte de Brasil.
- Crypturellus undulatus yapura - desde Ecuador hasta el oeste de Brasil.
- Crypturellus undulatus vermiculatus - este de Brasil.
- Crypturellus undulatus undulatus desde el este de Bolivia hasta Paraguay y Argentina.